# Włodzimierz Lubieniecki
Włodzimierz Lubieniecki (ur. w 1844 w Balicach, zm. 23 listopada 1912 w Kielcach) – uczestnik powstania styczniowego.
Syn Hipolita i Jadwigi z Łempickich. Dziadek mjr. Henryka Dobrzańskiego „Hubala”.
Podczas studiów w Instytucie Szlacheckim w Warszawie został zaprzysiężony do organizacji powstańczej i gdy wybuchło powstanie styczniowe, młody hrabia Lubieniecki zaopatrzony przez ojca w 100 naboi, broń i 3 konie dla ochotników z Balic przystąpił do oddziału powstańczego. Ludomir Grzybowski, który był adiutantem Bogusza (Mazurkiewicza) w swoim Opisie powstania polskiego w roku 1863 i 1864 w województwie krakowskim wspomina, że „...w czerwcu 63 roku do ich oddziału powstańczej żandarmerii wstąpił hr. Lubieniecki”.
Po zakończeniu powstania podjął i ukończył dalsze studia rolnicze w Pradze.
Włodzimierz hr. Lubieniecki należał do grupy uczestników powstania styczniowego, którzy po odzyskaniu przez Polskę niepodległości zostali zweryfikowani i otrzymali stopień honorowy ppor. weterana. Jest wymieniony w Imiennym Wykazie Powstań Narodowych 1831, 1848 i 1863 r. (Dodatek do Dziennika Personalnego nr 10 z 1921 r.) pod liczbą porządkową 1268. Na mocy ustawy z 2 sierpnia 1919 Jadwiga, wdowa po Włodzimierzu Lubienieckim, otrzymała dożywotnią pensję ze Skarbu Państwa.
Jego grób znajduje się na cmentarzu Starym w Kielcach przy alejce między kwaterami 4B i 6B.